# Eduard James Haniel
Eduard James Haniel (seit 1893 Haniel von Haimhausen) (* 9. Juni 1844 in Ruhrort; † 5. März 1904 in Territet) war ein montanindustrieller Unternehmer aus der Familie Haniel. Er war von 1880 bis 1888 Aufsichtsratsvorsitzender der Gutehoffnungshütte.

## Leben
Eduard James war der zweite Sohn von Max Haniel. Er absolvierte ein Studium in England und heiratete 1876 seine Cousine Henriette Haniel, die jüngste Tochter von Carl Haniel.
Haniel vermehrte durch diese Heirat seinen Besitz an Aktien der Gutehoffnungshütte deutlich vermehren. Er pflegte einen aufwändigen Lebensstil und besaß beispielsweise einen großen Reitstall. Daher war er an hohen Dividenden interessiert. Er stand an der Spitze eine Gruppe von Aktionären, die der Unternehmenspolitik von Hugo Haniel als Aufsichtsratsvorsitzender kritisch gegenüberstand. Diese Kritiker verlangten, weitere kostspielige Investitionen zu unterlassen. Stattdessen sollten die Schulden des Unternehmens abgebaut und die Dividenden erhöht werden.
Haniel gelang es mit Hilfe seiner Unterstützer, seinen Onkel Hugo vom Posten des Aufsichtsratsvorsitzenden zu verdrängen, er übernahm diese Funktion 1880 selbst. Anders als es im Streit mit diesem schien, unterstützte er den bisherigen Kurs des Vorstandes, die Werke weiter auszubauen. Tatsächlich wurden sie, etwa in Oberhausen, ausgebaut. Er war sich bewusst, dass man damit den Aktionären Opfer zumutete, und verlangte, dass die Investitionen innerhalb einiger Jahre zu höheren Gewinnen führen müssten. Ein Grund für seinen Kurswandel war, dass er erkennen musste, dass der Vorstand inzwischen ein beträchtliches Eigengewicht hatte und der Aufsichtsrat kaum noch in das operative Geschäft eingreifen konnte. Verschiedene Versuche, den Vorstand zu bestimmten Handlungen zu veranlassen, scheiterten.
Edward James Haniel gab den Aufsichtsratsvorsitz 1888 ab. 1892 erwarb er das Schloss Haimhausen und die zugehörige Brauerei im Landkreis Dachau. Nach dem Erwerb dieses Besitzes wurde er in den bayerischen Adelsstand erhoben. Er förderte die Landwirtschaft, ließ das Schloss renovieren und einen Park im englischen Stil anlegen. 1902 ließ er zunächst für seinen Besitz ein Elektrizitätswerk errichten, aus dem später der örtliche Energieversorger E-Werke Haniel hervorging.
Nach seinem Tod ließ seine Witwe in Haimhausen ein Mausoleum erbauen.